# Айроле
Айроле (італ. Airole, ліг. Aireur) — муніципалітет в Італії, у регіоні Лігурія,  провінція Імперія.
Айроле розташоване на відстані близько 460 км на північний захід від Рима, 130 км на південний захід від Генуї, 39 км на захід від Імперії.
Населення — 425 осіб (2014).

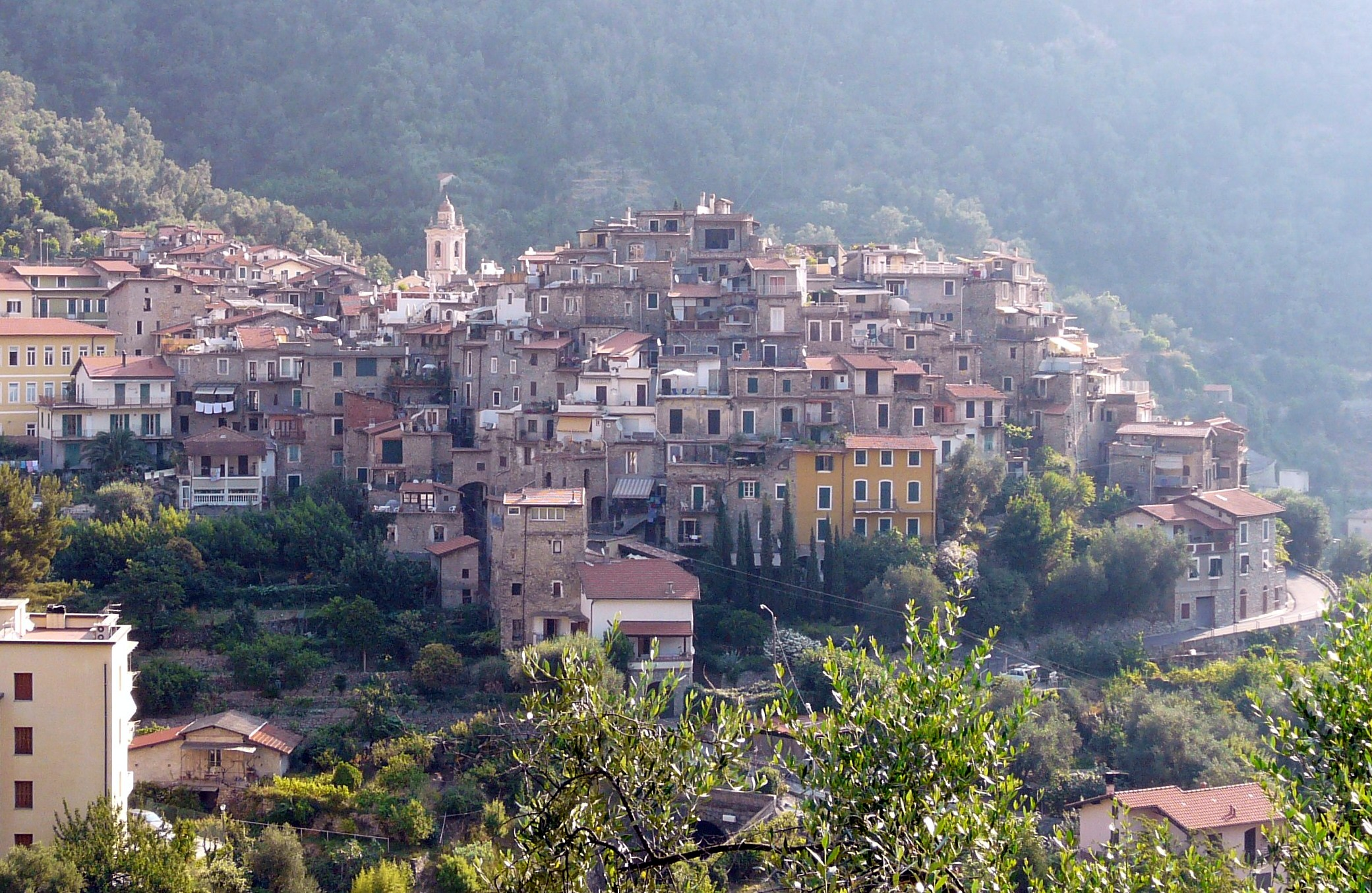

Щорічний фестиваль відбувається 1 травня. Покровитель — Филип.

## Демографія
Населення за роками:

Станом на 1 січня 2023 року в муніципалітеті офіційно проживало 115 іноземців з 18 країн, серед них 81 громадянин країн Євросоюзу та 4 громадяни України.

## Сусідні муніципалітети
- Брей-сюр-Руая (Франція)
- Дольчеаккуа
- Оліветта-Сан-Мікеле
- Вентімілья